# 王世子嬪
王世子嬪(왕세자빈)，是朝鮮王朝王世子(왕세자)的正妻的封號，亦稱世子嬪(세자빈)、嬪宮(빈궁)、東宮嬪(동궁빈)、春宮嬪(춘궁빈)。

## 來由
朝鮮王朝，由於曾為中國明、清兩朝的藩屬國，因此其王位繼承人不得稱「皇太子」，須降稱「王世子」；同理，王世子配偶亦降稱「王世子嬪」。若王位繼承人為國王之弟，則稱王世弟(왕세제)、其正配稱王世弟嬪(왕세제빈)；若王位繼承人為國王之孫，則稱王世孫(왕세손)、其正配稱王世孫嬪(왕세손빈)。

## 概要
王世子嬪，有很大的可能性在王世子繼位後成為下任王妃，因此和王妃、王大妃等一般，位列超品，或稱無品階。王世子嬪的人選，是透過朝廷下達「禁婚令」、禁止貴族及兩班嫡出適婚女子的婚嫁，再從其中透過「世子嬪揀擇」的方式選出王世子嬪。
朝鮮王朝初期，在冊封王世子嬪時，亦同時冊上徽號，稱「王世子某嬪」（或稱「某嬪」）；如定宗王妃定安王后，被封為「王世子德嬪」。不過如此下來，易使王世子嬪與國王後宮的「嬪」相混淆。於是在世宗十四年（1432年），禮曹官員上奏：「謹稽古典，天子之配匹曰皇后，王之配匹曰王妃，歷代之制未嘗以美號加之，至於宮人，則各稱號以別名位。本朝之制，王妃稱某妃，王世子嬪稱某嬪，皆加徽號，有違於禮，今遵古制，只稱王妃、王世子嬪。」世宗接受這項建議，從此王世子嬪不再加上徽號。
因此，在《朝鮮王朝實錄》中，於世宗之後，歷任世子嬪皆只稱「王世子嬪」。直到世祖時期，由於懿敬世子在即位前過世，而遺孀王世子嬪韓氏改封「貞嬪」(粹嬪)；之後順懷世子亦在即位前過世，王世子嬪尹氏亦改封「德嬪」，此後，若王世子在即位前逝世，其遺孀世子嬪改封「某嬪」，是為了與新任王世子嬪有所區別。
另外，若王世子嬪在王世子即位前過世，諡號稱「某某嬪」，如王世子李珦的第三任世子嬪權氏病逝後，諡號「顯德嬪」；王世子李昀嫡娶的世子嬪沈氏則是「端懿嬪」，這兩位王世子嬪都是在丈夫即位後，才被追封為王后。

## 歷代王世子嬪
| 配偶   | 稱號           | 備註                                                                       |
| ------ | -------------- | -------------------------------------------------------------------------- |
| 定宗   | 定安王后金氏   | 徽號德嬪。                                                                 |
| 太宗   | 元敬王后閔氏   | 徽號貞嬪。由於定宗冊立其弟太宗為王世子，而非「王世弟」，因此閔氏為世子嬪。 |
| 世宗   | 昭憲王后沈氏   | 徽號敬嬪。自世宗以後，王世子嬪再無徽號。                                   |
| 燕山君 | 居昌郡夫人慎氏 |                                                                            |
| 仁宗   | 仁聖王后朴氏   |                                                                            |
| 光海君 | 文城郡夫人柳氏 |                                                                            |
| 孝宗   | 仁宣王后張氏   | 初封「豐安府夫人」。                                                       |
| 顯宗   | 明聖王后金氏   |                                                                            |
| 肅宗   | 仁敬王后金氏   |                                                                            |
| 景宗   | 宣懿王后魚氏   |                                                                            |
| 純宗   | 純貞孝皇后尹氏 | 其夫純宗以皇帝名號登基，因此封尹氏為皇后，而非王后。                       |

### 早逝
有四位王世子嬪在丈夫繼位前逝世，直到丈夫即位後才能獲得追封：
| 配偶 | 稱號           | 備註                                                   |
| ---- | -------------- | ------------------------------------------------------ |
| 文宗 | 顯德王后權氏   | 初封承徽，由良媛陞世子嬪。                             |
| 睿宗 | 章順王后韓氏   |                                                        |
| 景宗 | 端懿王后沈氏   |                                                        |
| 純宗 | 純明孝皇后閔氏 | 其夫純宗以皇帝名號登基，因此追封閔氏為皇后，而非王后。 |

### 喪夫
有六位王世子嬪，其夫王世子在即位前逝世。這些遺孀世子嬪，為與新任王世子嬪區分，因此會得到徽號。此外，有在其子即位後成為王大妃者；亦有被捲入政治鬥爭中、死於非命者：
| 配偶     | 稱號         | 備註 |
| -------- | ------------ | --- |
| 德宗     | 昭惠王后韓氏 | 徽號貞嬪。由於元敬王后曾封「貞嬪」，為避諱改封粹嬪。兒子成宗即位後尊為仁粹王大妃                           |
| 順懷世子 | 恭懷嬪尹氏   | 徽號德嬪。尹氏死於宣祖25年（1592年），不久壬辰倭亂爆發，倉卒之間，未能妥善下葬，以致於最終不知其梓宮蹤跡。 |
| 昭顯世子 | 愍懷嬪姜氏   | 昭顯世子死後，姜氏因奸人誣陷而被仁祖廢嬪賜死。肅宗年間為姜氏平反。                                         |
| 真宗     | 孝純王后趙氏 | 徽號賢嬪。                                                                                                 |
| 莊祖     | 獻敬王后洪氏 | 徽號惠嬪。正祖即位後尊為惠慶宮。                                                                           |
| 翼宗     | 神貞王后趙氏 | 在獨子李奐即位後，成為王大妃。                                                                             |

### 廢王世子嬪
世子嬪中，有行為不檢而被廢者： 
| 配偶     | 稱號     | 備註                                                         |
| -------- | -------- | ------------------------------------------------------------ |
| 宜安大君 | 廢嬪柳氏 | 曾封賢嬪，是朝鮮開國後首位王世子嬪，因與內侍李萬私通而被廢。 |
| 文宗     | 廢嬪金氏 | 徽號徽嬪。                                                   |
| 文宗     | 廢嬪奉氏 | 徽號純嬪。                                                   |

亦有因丈夫的世子地位不保，也隨之被廢者：
| 配偶       | 稱號             | 備註       |
| ---------- | ---------------- | ---------- |
| 宜安大君   | 三韓國大夫人沈氏 | 徽號賢嬪。 |
| 讓寧大君   | 隨城府夫人金氏   | 徽號淑嬪。 |
| 廢世子李祬 | 廢嬪朴氏         |            |

## 其他

### 王世弟嬪
| 配偶 | 稱號         | 備註             |
| ---- | ------------ | ---------------- |
| 英祖 | 貞聖王后徐氏 | 初封達城郡夫人。 |

### 王世孫嬪
| 配偶 | 稱號         | 備註 |
| ---- | ------------ | ---- |
| 正祖 | 孝懿王后金氏 |      |

## 文獻紀錄
- 定宗實錄3卷，定宗2年（1400年／庚辰年／明建文2年）3月4日（己巳）

己巳／封閔氏爲世子貞嬪。
- 世宗實錄55卷，世宗14年（1432年／壬子年／明宣德7年）1月18日（戊寅）

戊寅／禮曹啓：「謹稽古典，天子之配匹曰皇后，王之配匹曰王妃，歷代之制，未嘗以美號加之，至於宮人，則各稱號以別名位。本朝之制，王妃稱某妃，王世子嬪稱某嬪，皆加徽號，有違於禮，今遵古制，只稱王妃、王世子嬪。」從之。
- 世祖實錄36卷，世祖11年（1465年／乙酉年／明成化1年）7月27日（壬申）

上覽實錄曰：「元敬王后爲世子嬪時，冊封貞嬪，命改今貞嬪爲粹嬪。」
- 肅宗實錄61卷，肅宗44年（1718年／戊戌年／清康熙57年）4月17日（乙未）

命招二品以上于賓廳，議昭顯世子嬪姜氏諡曰：「愍懷」。取使民悲傷，失位而死之文。
- 英祖實錄40卷，英祖11年（1735年／乙卯年／清雍正13年）3月16日（丙戌）

封孝章世子嬪趙氏爲賢嬪。.........
- 英祖實錄99卷，英祖38年（1762年／壬午年／清乾隆27年）閏5月21日（癸未）

思悼世子薨逝。敎曰：「旣聞此報之後，豈不思近卅載父子之恩乎？顧世孫之心，諒大臣之意，只復其號，而兼諡以名曰思悼世子。服制月數雖存，除成服，以烏帽黲袍百官淺淡服終月。世孫雖終三年，進見時葬後則淡服。」又敎曰:「今旣處分，嬪宮與孝純一也，不可用舊印。賜其號曰惠嬪，一體賜玉印，朝廷庭候。」